# Florence Basket 2009-2010
Questa voce raccoglie le informazioni riguardanti il Florence Basket nelle competizioni ufficiali della stagione 2009-2010.

## Stagione
Nella stagione 2009-2010 il Fotoamatore Firenze ha disputato la Serie A2.

## Verdetti stagionali
- Serie A2: (28 partite)

stagione regolare: 14º posto nel Girone Sud su 14 squadre (6 vinte, 20 perse);
finali play-out persi contro Pomezia (0-2).

## Rosa
|    | Naz.                | Ruolo | Sportivo              | Anno | Alt. |  |  |
| -- | ------------------- | ----- | --------------------- | ---- | ---- |  |  |
| 0  | Italia (bandiera)   | PG    | Laura Fabbri          | 1992 | 174  |  |  |
| 0  | Italia (bandiera)   | AC    | Giulia Goracci        | 1992 | 189  |  |  |
| 4  | Italia (bandiera)   | G     | Ilaria Stefanini      | 1984 | 175  |  |  |
| 5  | Italia (bandiera)   | A     | Marta Mazzella        | 1991 | 176  |  |  |
| 5  | Italia (bandiera)   |       | Lucrezia Pieretti     | 1992 |      |  |  |
| 6  | Italia (bandiera)   | A     | Francesca Evangelista | 1993 | 186  |  |  |
| 7  | Italia (bandiera)   | P     | Sara Toccafondi       | 1988 | 171  |  |  |
| 8  | Bulgaria (bandiera) | AC    | Lilyana Ilieva        | 1988 | 190  |  |  |
| 9  | Italia (bandiera)   | PG    | Francesca Fabbri      | 1988 | 174  |  |  |
| 10 | Italia (bandiera)   | P     | Pamela Della Valle    | 1983 | 170  |  |  |
| 11 | Italia (bandiera)   | P     | Silvia Rossini        | 1994 | 172  |  |  |
| 13 | Italia (bandiera)   | A     | Roberta Racca         | 1987 | 180  |  |  |
| 14 | Italia (bandiera)   | AC    | Elena Mazzella        | 1989 | 173  |  |  |
| 15 | Italia (bandiera)   | C     | Francesca Lanzarini   | 1987 | 172  |  |  |
| 19 | Italia (bandiera)   | C     | Clelia Corsi          | 1989 | 189  |  |  |

## Statistiche

### Statistiche di squadra
| Competizione | Punti | In casa | In casa | In casa | In casa | In casa | In trasferta | In trasferta | In trasferta | In trasferta | In trasferta | Totale | Totale | Totale | Totale | Totale | Totale |
| Competizione | Punti | G       | V       | P       | Ptf     | Pts     | G            | V            | P            | Ptf          | Pts          | G      | V      | P      | Ptf    | Pts    | Diff.  |
| ------------ | ----- | ------- | ------- | ------- | ------- | ------- | ------------ | ------------ | ------------ | ------------ | ------------ | ------ | ------ | ------ | ------ | ------ | ------ |
| Serie A2     | 12    | 13      | 4       | 9       | 669     | 764     | 13           | 2            | 11           | 698          | 818          | 26     | 6      | 20     | 1367   | 1582   | -215   |
| Play-out     |       | 1       | 0       | 1       | 43      | 58      | 1            | 0            | 1            | 48           | 51           | 2      | 0      | 2      | 91     | 109    | -18    |
| Totale       |       | 14      | 1       | 10      | 712     | 822     | 14           | 2            | 12           | 746          | 869          | 28     | 6      | 22     | 1458   | 1691   | -233   |

### Statistiche delle giocatrici
| Giocatrice            | Partite | Partite | Min. | Pun | Tiri da 2 | Tiri da 2 | Tiri da 2 | Tiri da 3 | Tiri da 3 | Tiri da 3 | Tiri Liberi | Tiri Liberi | Tiri Liberi | Rimbalzi | Rimbalzi | Rimbalzi | Palle | Palle | Stopp. | Stopp. | Ass | Falli | Falli | Val. |
| Giocatrice            | Pr      | PG      | Min. | Pun | R         | T         | %         | R         | T         | %         | R           | T           | %           | D        | O        | T        | P     | R     | S      | D      | Ass | F     | S     | Val. |
| --------------------- | ------- | ------- | ---- | --- | --------- | --------- | --------- | --------- | --------- | --------- | ----------- | ----------- | ----------- | -------- | -------- | -------- | ----- | ----- | ------ | ------ | --- | ----- | ----- | ---- |
| Clelia Corsi          | 28      | 28      | 954  | 370 | 152       | 287       | 53        |           |           |           | 66          | 92          | 72          | 155      | 113      | 268      | 98    | 52    | 3      | 20     | 5   | 75    | 105   | 483  |
| Pamela Della Valle    | 28      | 28      | 631  | 93  | 12        | 35        | 34        | 19        | 81        | 23        | 12          | 17          | 71          | 41       | 4        | 45       | 72    | 37    | 1      |        | 10  | 70    | 37    | -11  |
| Francesca Evangelista | 10      | 5       | 18   | 2   | 1         | 1         | 100       |           |           |           | 0           | 2           | 0           | 1        |          | 1        | 5     |       |        |        |     | 2     | 1     | -5   |
| Francesca Fabbri      | 28      | 28      | 785  | 204 | 40        | 111       | 36        | 32        | 113       | 28        | 28          | 47          | 60          | 30       | 4        | 34       | 63    | 34    | 5      |        | 10  | 53    | 59    | 49   |
| Laura Fabbri          | 13      | 2       | 3    | 0   |           |           |           |           |           |           |             |             |             |          |          |          |       |       |        |        |     |       |       |      |
| Giulia Goracci        | 5       | 1       | 6    | 0   | 0         | 1         | 0         |           |           |           |             |             |             | 1        | 1        | 2        | 1     |       |        |        |     |       | 2     | 2    |
| Lilyana Ilieva        | 28      | 28      | 930  | 263 | 82        | 200       | 41        | 19        | 73        | 26        | 42          | 56          | 75          | 122      | 43       | 165      | 70    | 22    | 4      | 3      | 11  | 66    | 69    | 207  |
| Francesca Lanzarini   | 11      | 1       | 7    | 0   |           |           |           |           |           |           |             |             |             |          | 1        | 1        |       |       |        |        | 1   |       |       | 2    |
| Elena Mazzella        | 28      | 18      | 166  | 22  | 10        | 32        | 31        | 0         | 10        | 0         | 2           | 4           | 50          | 9        | 4        | 13       | 17    | 9     |        | 2      | 2   | 19    | 9     | -13  |
| Marta Mazzella        | 6       | 0       |      | 0   |           |           |           |           |           |           |             |             |             |          |          |          |       |       |        |        |     |       |       |      |
| Lucrezia Pieretti     | 3       | 0       |      | 0   |           |           |           |           |           |           |             |             |             |          |          |          |       |       |        |        |     |       |       |      |
| Roberta Racca         | 28      | 28      | 935  | 257 | 89        | 184       | 48        | 12        | 67        | 18        | 43          | 64          | 67          | 144      | 58       | 202      | 91    | 36    | 5      | 3      | 5   | 69    | 85    | 252  |
| Silvia Rossini        | 9       | 1       | 2    | 0   |           |           |           |           |           |           |             |             |             |          |          |          |       |       |        |        |     |       |       |      |
| Ilaria Stefanini      | 28      | 28      | 854  | 173 | 44        | 115       | 38        | 20        | 97        | 21        | 25          | 39          | 64          | 117      | 34       | 151      | 64    | 74    | 2      | 3      | 14  | 69    | 42    | 160  |
| Sara Toccafondi       | 28      | 28      | 334  | 74  | 9         | 32        | 28        | 15        | 57        | 26        | 11          | 18          | 61          | 23       | 5        | 28       | 45    | 16    | 3      | 1      | 5   | 27    | 22    | -1   |